# جاگادیش چاندرا بوس
جاگادیش چاندرا بوس (بنگالی: জগদীশ চন্দ্র বসু؛ زاده ۳۰ نوامبر ۱۸۵۸ درگذشته ۲۳ نوامبر ۱۹۳۷) یک فیزیک‌دان در زمینه زیست‌فیزیک، زیست‌شناس، گیاه‌شناس، و باستان‌شناس اهل هند بود.